# Y Geminorum
W Geminorum är en halvregelbunden variabel av SRB-typ i stjärnbilden Tvillingarna. 
Stjärnan varierar mellan magnitud +10,4 och 12,3 (p) med en period av ungefär 160 dygn.